# Lara Salden
| jaar | rang enkelspel | rang dubbelspel |
| ---- | -------------- | --------------- |
| 2017 | 1097           | 901             |
| 2018 | 547            | 510             |
| 2019 | 288            | 360             |
| 2020 | 246            | 302             |
| 2021 | 365            | 202             |
| 2022 | 534            | 363             |
| 2023 | 625            | 502             |
| 2024 | 545            | 119             |

Lara Salden (Bree, 29 januari 1999) is een tennisspeelster uit België. Salden speelt rechtshandig en heeft een tweehandige backhand. Zij is actief in het internationale tennis sinds 2015.

## Loopbaan

### Enkelspel
Salden debuteerde in 2015 op het ITF-toernooi van Koksijde (België). Zij stond in 2018 voor het eerst in een finale, op het ITF-toernooi van Knokke (België) – hier veroverde zij haar eerste titel, door Wit-Russin Anna Koebareva te verslaan. Tot op heden(mei 2025) won zij zes ITF-titels, de meest recente in 2022 in Gonesse (Frankrijk).
In 2020 speelde Salden voor het eerst op een WTA-hoofdtoernooi, op het WTA 125-toernooi van Praag – zij bereikte er de derde ronde. Sindsdien is zij op WTA-toernooien niet meer actief in het enkelspel.
Haar hoogste notering op de WTA-ranglijst is de 246e plaats, die zij bereikte in november 2020.

### Dubbelspel
Salden behaalde in het dubbelspel betere resultaten dan in het enkelspel. Zij debuteerde in 2017 op het ITF-toernooi van De Haan (België), samen met landgenote Chelsea Vanhoutte. Zij stond later dat jaar voor het eerst in een finale, op het ITF-toernooi van Wanfercée-Baulet (België), terug geflankeerd door Vanhoutte – hier veroverde zij haar eerste titel, door het Iberische duo Helena Jansen Figueras en Francisca Jorge te verslaan. Tot op heden(mei 2025) won zij 22 ITF-titels (waarvan acht met Magali Kempen), de meest recente in 2024 in Meerbusch (Duitsland).
In 2024 speelde Salden voor het eerst op een WTA-hoofdtoernooi, op het toernooi van Båstad, samen met landgenote Magali Kempen met wie zij tot dat moment al vier ITF-titels had gewonnen – zij bereikten er de tweede ronde. In september bereikte zij met landgenote Kimberley Zimmermann de halve finale op het WTA-toernooi van Hua Hin – daarmee kwam zij binnen op de top 150 van de wereldranglijst. Zij stond in november voor het eerst in een WTA-finale, op het toernooi van Mérida, terug met Magali Kempen – zij verloren van het koppel Quinn Gleason en Ingrid Gamarra Martins.
Haar hoogste notering op de WTA-ranglijst is de 110e plaats, die zij bereikte in mei 2025.

## Persoonlijk
In augustus 2022 besloot Salden om te stoppen met tennis, omdat ze het mentaal niet meer kon opbrengen. In april 2023 pakte zij de draad weer op. Sindsdien concentreert zij zich meer op het dubbelspel, waar zij zo veel mogelijk met Magali Kempen samenspeelt – "We hebben een klik samen", zegt Salden.

## Palmares
| Legenda                 |
| ----------------------- |
| Grandslamtoernooi       |
| Olympische Spelen       |
| Year-End Championships  |
| Premier Mandatory       |
| Premier Five / WTA 1000 |
| Premier / WTA 500       |
| International / WTA 250 |
| Challenger / WTA 125    |

### WTA-finaleplaatsen enkelspel
geen

### WTA-finaleplaatsen vrouwendubbelspel
| nr.              | finale     | toernooi   | ondergrond | partner       | tegenstandsters                      | score    |         |
| ---------------- | ---------- | ---------- | ---------- | ------------- | ------------------------------------ | -------- | ------- |
| gewonnen finales |            |            |            |               |                                      |          |         |
| geen             |            |            |            |               |                                      |          |         |
| verloren finales |            |            |            |               |                                      |          |         |
| 1.               | 2024-11-03 | WTA Mérida | hardcourt  | Magali Kempen | Quinn Gleason Ingrid Gamarra Martins | 4-6, 4-6 | details |

### Gewonnen ITF-toernooien enkelspel
| nr. | finale     | toernooi           | dotatie  | ondergrond    | tegenstandster in finale | score         |
| --- | ---------- | ------------------ | -------- | ------------- | ------------------------ | ------------- |
| 1.  | 2018-07-15 | Knokke             | $ 15.000 | gravel        | Anna Koebareva           | 6-2, 7-5      |
| 2.  | 2018-08-26 | Wanfercée-Baulet   | $ 15.000 | gravel        | Lucie Wargnier           | 6-0, 6-3      |
| 3.  | 2018-12-02 | Milovice           | $ 15.000 | hardcourt     | Nefisa Berberović        | 4-6, 6-4, 7-5 |
| 4.  | 2018-12-09 | Jablonec nad Nisou | $ 15.000 | tapijt (i)    | Magdaléna Pantůčková     | 6-3, 3-6, 6-4 |
| 5.  | 2020-11-08 | Lousada            | $ 15.000 | hardcourt (i) | Susan Bandecchi          | 6-4, 6-3      |
| 6.  | 2022-03-20 | Gonesse            | $ 15.000 | gravel (i)    | Sofia Samavati           | 6-2, 7-6      |